# هایکه کمه

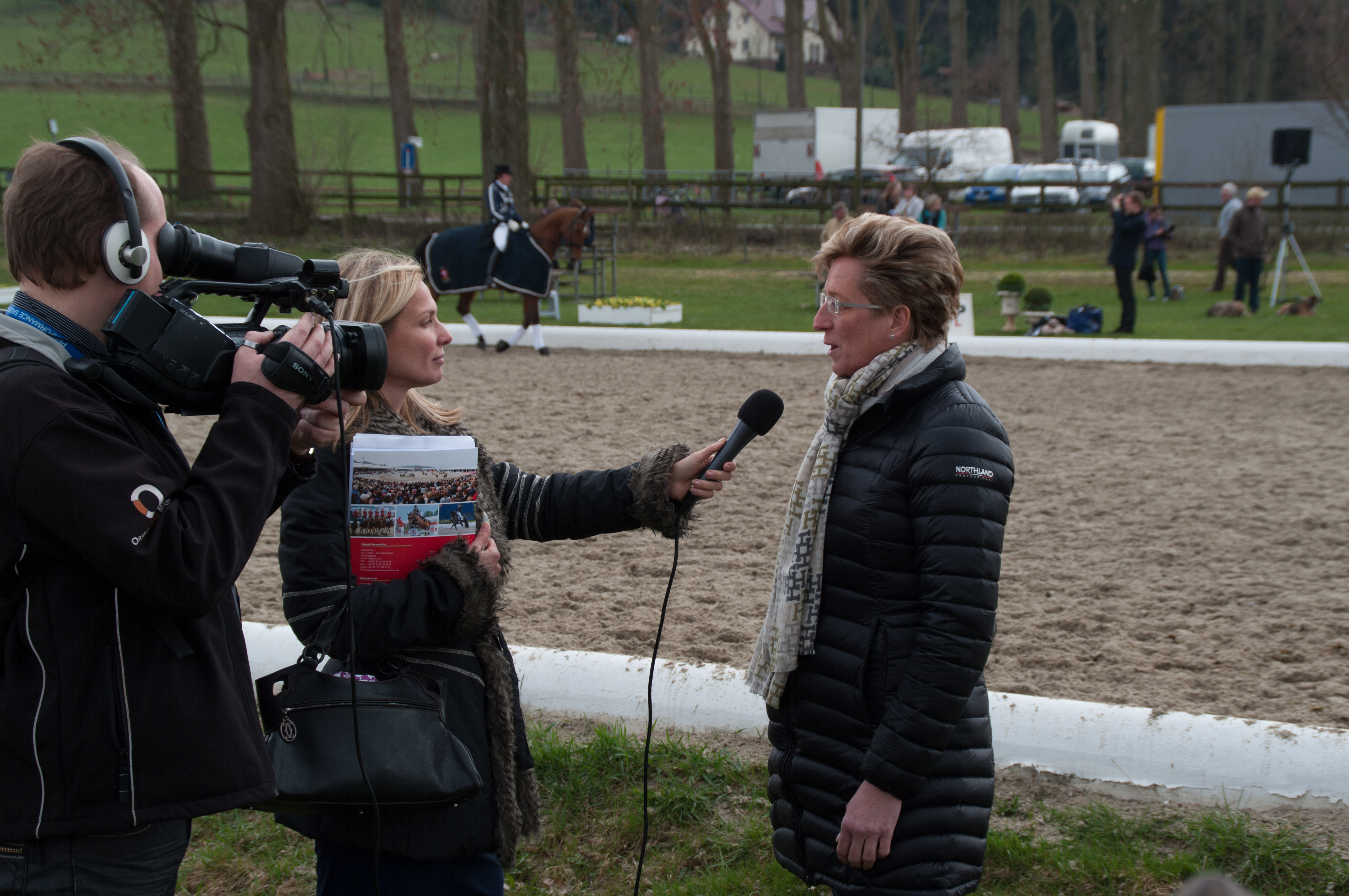
هایکه کمه در یک مصاحبه در سال ۲۰۱۳

هایکه کمه (به آلمانی: Heike Kemmer) (زادهٔ ۲۴ آوریل ۱۹۶۲ میلادی در برلین) یک سوارکار زن درساژ اهل کشور آلمان است.او در مسابقات الپمیک ۲۰۰۴ و بازی‌های المپیک تابستانی ۲۰۰۸ توانست مدال طلای تیمی را بدست بیاورد. او همچنین مدال انفرادی بازیهای المپیک ۲۰۰۸ را نیز کسب کرد. او همین‌طور در مسابقات قهرمانی درساژ آلمان و مسابقات قهرمانی درساژ اروپا برندهٔ مدال طلا شد. علاوه بر آن تیم آلمان را کمک کرد تا در بازی‌های جهانی سوارکاری ۲۰۰۶ به قهرمانی برسد. او اسب خود به نام بناپارت ۶۷ را که با آن بیشترین مدالهای بین‌المللی خود را بدست آورده بود را در سال ۲۰۱۱ بازنشست کرد.